# Trapps d'Emeishan
Les trapps d'Emeishan sont une province volcanique de coulées de basalte, ou grande province ignée, située dans le sud-ouest de la Chine, principalement dans la province du Sichuan. Elle est aussi nommée grande province ignée du Permien d'Emeishan ou coulées de basalte d'Emeishan. Les trapps d'Emeishan sont constitués de multiples couches de basalte déposées par de grandes éruptions volcaniques initiées par la remontée d'un panache mantellique. Les éruptions des trapps d'Emeishan auraient été suffisamment volumineuses pour avoir eu un impact catastrophique à l'échelle mondiale. La province porte le nom du mont Emei, une montagne du Sichuan.

## Chronologie
Les éruptions à l'origine des trapps d'Emeishan ont commencé il y a environ 265 millions d'années, voire avant,. La principale période éruptive se situe entre 262 et 261 millions d'années, et l'activité volcanique s'achève vers 259 millions d'années avant le présent,.

## Ampleur
En volume, les trapps d'Emeishan sont nettement inférieurs aux trapps de Sibérie qui se sont produits, en termes d'échelle de temps géologique, peu de temps après, il y a environ 252 millions d'années. Les basaltes d'Emeishan couvrent une superficie de plus de 250 000 km2 avec des épaisseurs allant de plusieurs centaines de mètres jusqu'à 5,5 km (l'épaisseur moyenne des coulées de basaltes dans toute la région est estimée à environ 700 m), mais les trapps d'Emeishan peuvent avoir initialement couvert une superficie allant jusqu'à 500 000 km2 . Ainsi, le volume total des basaltes d'Emeishan est estimé à 300 000 km3 . Les traces suggèrent que le volcanisme initial des trapps centraux d'Emeishan s'est produit dans un environnement sous-marin profond, sans aucun soulèvement prévolcanique significatif.

## Extinction massive
Les trapps d'Emeishan sont associés à l'extinction du Capitanien (fin du Guadalupien, période du Permien). Le calcaire à l'intérieur des trapps montre que l'extinction se produit immédiatement sous la première unité éruptive, l'extinction de masse étant marquée au début du volcanisme explosif d'Emeishan. La formation de volcanoclastites suggère de violentes éruptions de type phréatomagmatique.
La synchronie entre les trapps d'Emeishan et l'extinction de la fin du Guadalupien tend à soutenir l'argument de Vincent Courtillot et al., selon lequel le volcanisme est le principal moteur des extinctions de masse.